# Vilanòva de Mont-real
Vilanòva de Montreal (en francès Villeneuve-lès-Montréal) és un municipi de França de la regió d'Occitània, al departament de l'Aude.